# Song of Myself (Aflevering uit Beverly Hills, 90210)
Song of Myself is de zevende aflevering van het derde seizoen van het tienerdrama Beverly Hills, 90210, die voor het eerst werd uitgezonden op 19 augustus 1992.

## Verhaal
Aan het begin van het schooljaar krijgen Brenda, Donna en Steve de taak om geselecteerde eerstejaars onder hun hoede te nemen en ze helpen met hun schooljaar. Steve doet het alleen voor zijn CV-lijst, als hij eenmaal naar de universiteit gaat en kijkt er dan ook niet naar uit. Hij baalt dan ook nog meer als hij wordt opgescheept met Herbert, een jongen die in zijn ogen een nerd is. Brenda moet Sue begeleiden. Ze komt in eerste instantie over als een braaf meisje, maar transformeert al snel in een wilde dame die lak heeft aan de regels en enkel lol wil hebben. Als Brenda erachter komt dat Sue de jongere zus was van Scott Scanlon, denkt ze dat zijn tragische overleden de oorzaak is van haar gedrag.
Donna raakt in tegenstelling tot Steve en Brenda wel goed bevriend met de eerstejaars die haar aangewezen wordt. Ze moet Nikki Witt begeleiden, het meisje waar David mee vreemd was gegaan toen Donna in Parijs was. Nikki wil de situatie niet moeilijk maken voor David, maar wil tegelijkertijd niet liegen tegen Donna. David belooft tegen haar dat hij het dezelfde avond nog zal zeggen, maar doet dit niet. Nikki is hier zich de volgende dag niet van bewust en zegt het de volgende dag per ongeluk tegen Donna. Zij besluit wraak te nemen door Nikki hem opnieuw te laten verleiden om te kijken of hij het nog een keer zou doen. Als hij dit niet doet, vergeeft ze hem.
Ondertussen raakt Andrea gefrustreerd van Gil Meyers, haar leraar Engels en begeleider bij de schoolkrant. Gil besluit dat het beter is dat Brandon de nieuwe baas zal worden en dus Andrea's rol op zich nemen. Andrea is bang om voor zichzelf op te komen en stemt mee met haar voorstel van hem. Ze krijgt ruzie met Brandon als ze hem confronteert dat hij de baan nooit aan zou kunnen en wordt boos op Gil als ze denkt dat hij dit doet om seksistische redenen.
Kelly kan het niet meer aan om Dylan en Brenda samen te zien en besloot haar rooster zo te veranderen, dat ze zo min mogelijk lessen met hen heeft. Brenda merkt haar eenzaamheid op.

## Rolverdeling
- Jason Priestley - Brandon Walsh
- Shannen Doherty - Brenda Walsh
- Jennie Garth - Kelly Taylor
- Ian Ziering - Steve Sanders
- Gabrielle Carteris - Andrea Zuckerman
- Luke Perry - Dylan McKay
- Brian Austin Green - David Silver
- Tori Spelling - Donna Martin
- Carol Potter - Cindy Walsh
- James Eckhouse - Jim Walsh
- Dana Barron - Nikki Witt
- Mark Kiely - Gil Meyers
- Joe E. Tata - Nat Bussichio
- Nicholle Tom - Sue Scanlon
- Cory Tyler - Herbert Little
- Michael Cudlitz - Tony Miller
- Denise Dowse - Mrs. Yvonne Teasly